# Пеулешть (Молдова)
Пеулешть (рум. Păulești) — село у Калараському районі Молдови. Утворює окрему комуну.

## Населення
За даними перепису населення 2004 року у селі проживали 1015 осіб.
Національний склад населення села:
| Національність   | Кількість осіб | Відсоток   |
| ---------------- | -------------- | ---------- |
| молдавани румуни | 1002 5         | 98,7% 0,5% |
| росіяни          | 5              | 0,5%       |
| українці         | 3              | 0,3%       |
| Всього           | 1015           | 100%       |